# Бјелоруска православна црква
Бјелоруска православна црква (блр. Белару́ская правасла́ўная царква́, рус. Белору́сская православная церковь) органски је дио Руске православне цркве.
Назива се још и Бјелоруски егзархат Московског патријархата.

## Историја
Бјелоруски егзархат (блр. Белару́скі экзарха́т, рус. Белорусский экзархат) основан је на засједању Архијерејског сабора Руске православне цркве од 9. до 11. октобра 1989. Претходно је Свети синод из тадашње јединствене бјелоруске Минске епархије издвојио три нове епархије (Могиљевску, Пинску и Полоцку). Затим је Свети синод донио одлуку да бјелоруски егзарх има титулу „митрополит мински и гродњенски, патријарашки егзарх Бјелорусије“. За егзарха је постављен Филарет (Вахромејев), дотадашњи митрополит мински и бјелоруски.
На сљедећем редовном засједању Архијерејског сабора од 30. и 31. јануара 1990. усвојена је Уредба о егзархатима (рус. Положение об экзархатах) која је унесена у текст Устава о управи Руске православне цркве. Одлуке Архијерејског сабора су коначно потврђене на засједању Помјесног сабора од 7. и 8. јуна исте године.
Одлуком Синода Бјелоруског егзархата од 6. фебруара 1992, коју је потврдио Свети синод и Архијерејски сабор, тадашња Минска епархија је реорганизована и територијално сведена у границе Минске области. Егзарх је добио нову архијерејску титулу — „митрополит мински и слуцки и патријарашки егзарх све Бјелорусије“.
Одлуком Светог синода Руске православне цркве од 23. октобра 2014, која је донесена на предлог Синода Бјелоруског егзархата, основана је Минска митрополија. Истовремено је из Минске епархије издвојена Слуцка епархија. Егзарх је добио нову архијерејску титулу — „митрополит мински и заславски, патријарашки егзарх све Бјелорусије“.

## Устројство
На челу Бјелоруске православне цркве се налази митрополит мински и заславски и патријарашки егзарх све Бјелорусије који је и епархијски архијереј Минске епархије и стоји на челу Минске митрополије. Бира га Свети синод Руске православне цркве, а поставља се патријарашким указом. Егзарх је предсједник Синода Бјелоруског егзархата. Садашњи патријарашки егзарх је митрополит Венијамин (Тупеко).
Основни црквеноправни акт егзархата је Устав Бјелоруске православне цркве.
Синод Бјелоруске православне цркве је црквенозаконодавна, извршна и судска власт. Синодски чланови су епархијски архијереји под предсједништвом егзарха. Синод је апелациони црквени суд за епархијске судове док су највиша судска власт Високи општецрквени суд и Архијерејски сабор Руске православне цркве.
Бјелоруски егзархат има укупно 15 епархија (Бобрујску, Борисовску, Брестску, Витепску, Гомељску, Гродњенску, Лидску, Минску, Могиљевску, Молодечњенску, Новогрудску, Пинску, Полоцку, Слуцку и Туровску). У састав Минске митрополије улазе епархије Минска, Борисовска, Молодечњенска и Слуцка.